# Scutellaria ovata
Scutellaria ovata là một loài thực vật có hoa trong họ Hoa môi. Loài này được Hill miêu tả khoa học đầu tiên năm 1768.

## Hình ảnh

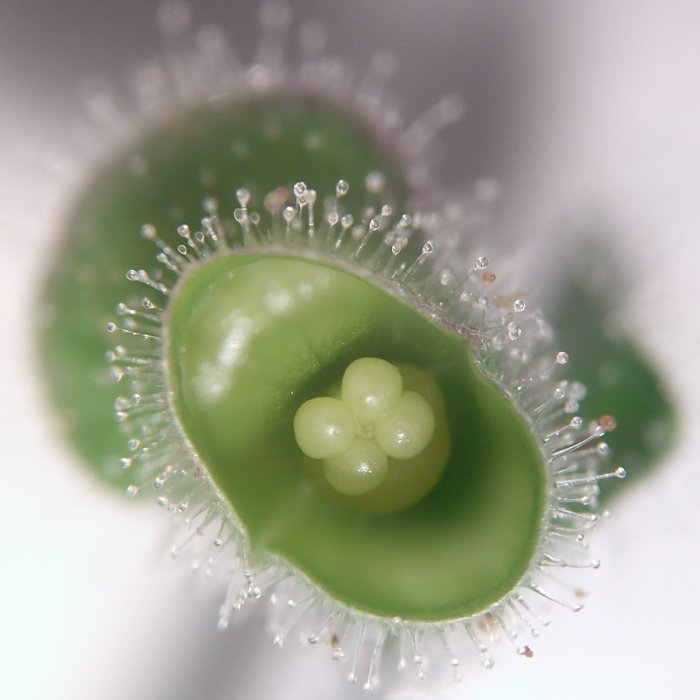